# یانچوویتسه
یانچوویتسه (به لاتین: Janczowice) یک روستا در لهستان است که در گمینا واگیونگکی واقع شده‌است.